# Sonatas para violín números 11-16 (Mozart)
La serie de seis sonatas para teclado y violín, K. 26-31, fueron compuestas por Wolfgang Amadeus Mozart a principios de 1766 en La Haya, en el transcurso del viaje de la familia Mozart por Europa. Fueron dedicadas a la princesa Carolina de Orange-Nassau con motivo del décimo octavo cumpleaños de su hermano, el príncipe Guillermo V de Orange. Fueron publicada como el opus 4 de Mozart.
Estas obras muestran una mejora en la técnica compositiva del pequeño Mozart con respecto a las series que compuso en París (KV 6-9) y Londres (KV 10-15), aunque como las colecciones anteriores, predomina la parte de teclado y la de violín puede considerarse opcional.
Mozart compuso estas tres series de sonatas acompañadas viajando por el noroeste de Europa: este tipo de sonatas no eran muy bien acogidas en su ciudad natal, Salzburgo. Quizá por este motivo, Mozart no volvería a visitar este género hasta 1777-1778, durante un viaje a Mannheim y París.

## N.º 11 (KV 26) en mi bemol mayor
Esta obra consta de tres movimientos:
1. Allegro molto
2. Adagio poco andante
3. Rondeaux (Allegro)

## N.º 12 (KV 27) en sol mayor
Esta obra consta de dos movimientos:
1. Andante poco adagio
2. Allegro

## N.º 13 (KV 28) en do mayor
Esta obra consta de dos movimientos:
1. Allegro maestoso
2. Allegro grazioso

## N.º 14 (KV 29) en re mayor
Esta obra consta de dos movimientos:
1. Allegro molto
2. Menuetto y Trio

## N.º 15 (KV 30) en fa mayor
Esta obra consta de dos movimientos:
1. Adagio
2. Rondeaux (Tempo di Menuetto)

## N.º 16 (KV 31) en si bemol mayor
Esta obra consta de dos movimientos:
1. Allegro
2. Tempo di Menuetto (Moderato)